# Issus servillei
Issus servillei är en insektsart som beskrevs av Maximilian Spinola 1839. Issus servillei ingår i släktet Issus och familjen sköldstritar. Inga underarter finns listade i Catalogue of Life.